# 5 أيام من الحرب (فلم)
5 أيام من الحرب (بالإنجليزية: 5 Days of War) هو فيلم حركة أُصدر في الولايات المتحدة سنة 2011. الفيلم من إخراج ريني هارلن.

## طاقم التمثيل
- فال كيلمر
- إيمانويل الشريكي
- هيذر غراهام

## الميزانية والإيرادات
بلغت تكلفة إنتاج الفيلم حوالي 12 مليون دولار بينما حقق أرباحا تقدر بـ 316,944 دولار.

## وصلات خارجية
- مقالات تستعمل روابط فنية بلا صلة مع ويكي بيانات